# Urostomia

Diagrama, em inglês, de uma urostomia. Kidney: rim; Ureter: uretra; Stoma: urostomia; Ileal conduit: pequeno pedaço do intestino usado para fazer a conexão das uretras com a parte externa da barriga.

A urostomia é um procedimento cirúrgico que cria um estoma (abertura artificial) para o sistema urinário. A urostomia é feita para permitir a derivação urinária nos casos em que a drenagem da urina através da bexiga e da uretra não é possível, por exemplo, em caso de obstrução.

## Técnicas
As técnicas incluem:

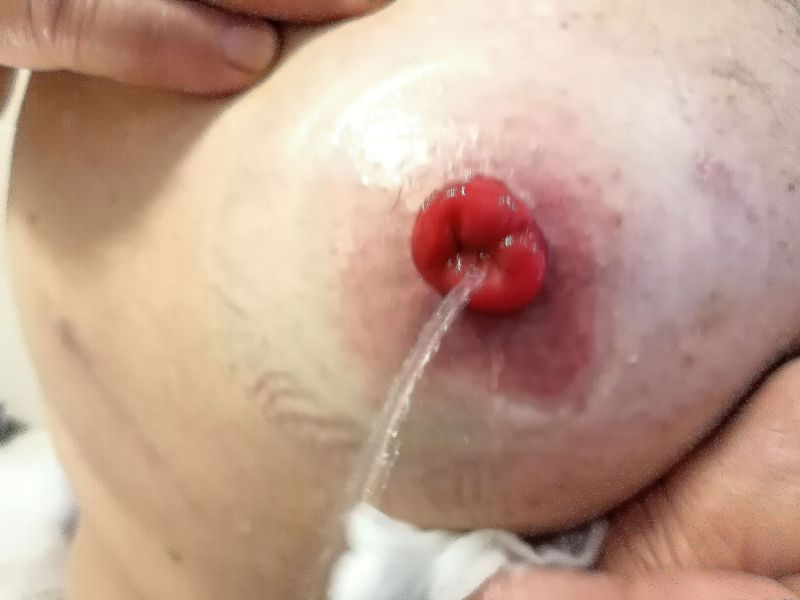
Estoma padrão eliminando urina

- Desvio do conduto ileal, no qual os ureteres são ressecados cirurgicamente da bexiga e uma anastomose ureteroentérica é feita para drenar a urina em uma seção destacada do íleo (uma parte do intestino delgado). A extremidade do íleo é então exposta através de uma abertura (um estoma) na parede abdominal. A urina é coletada por meio de uma bolsa que fica do lado de fora do corpo, sobre o estoma;
- Bolsa indiana.

Uma "urostomia continente" é uma bexiga artificial formada por um segmento do intestino delgado. Ele é moldado em uma bolsa, que pode ser esvaziada intermitentemente com um cateter. Evita a necessidade de uma bolsa para ostomia na urostomia. 

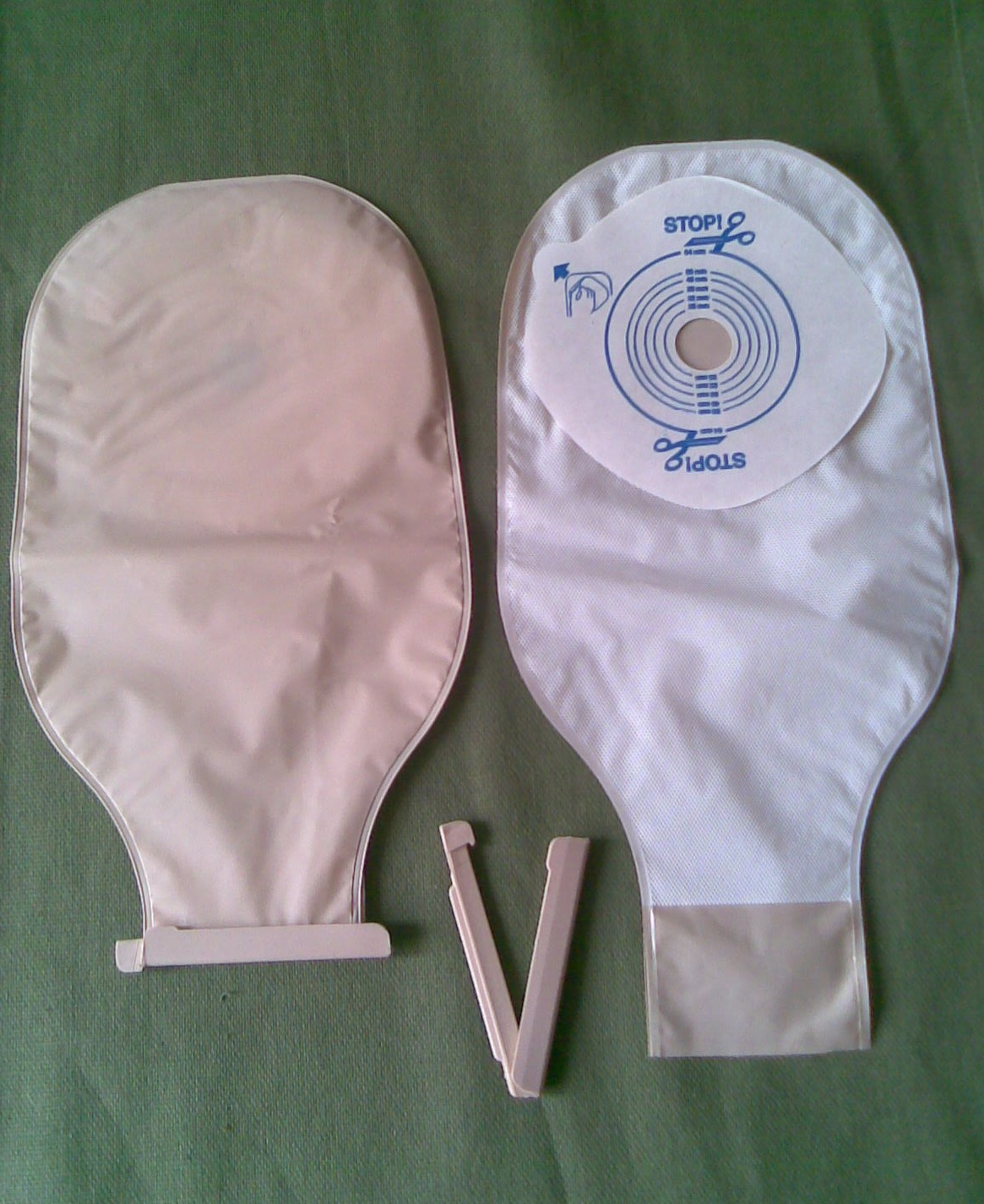
Exemplo de modelo de bolsa que pode ser usado por pessoas urostomizadas

## Cuidados de rotina
Os aparelhos são geralmente trocados em horários de baixa ingestão de líquidos, como no início da manhã, onde a menor produção de urina torna a troca mais fácil.

## Indicações
A urostomia é mais comumente realizada após a cistectomia, que pode ser necessária, por exemplo, em casos de câncer de bexiga. Outras indicações incluem doença renal grave, dano acidental ou lesão do trato urinário, complicações cirúrgicas devido a cirurgia pélvica ou abdominal não relacionada, má formações congênitas que fazem com que a urina volte para os rins ou incontinência urinária. 